# Santa Marta de Tormes
Santa Marta de Tormes é um município da Espanha na província de Salamanca, comunidade autónoma de Castela e Leão, de área 10,01 km² com população de 14010 habitantes (2007) e densidade populacional de 1269,82 hab/km².

## Demografia
| Variação demográfica do município entre 1991 e 2004 | Variação demográfica do município entre 1991 e 2004 | Variação demográfica do município entre 1991 e 2004 | Variação demográfica do município entre 1991 e 2004 |
| --------------------------------------------------- | --------------------------------------------------- | --------------------------------------------------- | --------------------------------------------------- |
| 1991                                                | 1996                                                | 2001                                                | 2004                                                |
| 6817                                                | 9392                                                | 12090                                               | 12749                                               |